# Raidlgraben
Raidlgraben är ett periodiskt vattendrag i Österrike.   Det ligger i förbundslandet Salzburg, i den centrala delen av landet, 250 km väster om huvudstaden Wien.
I omgivningarna runt Raidlgraben växer i huvudsak blandskog. Runt Raidlgraben är det ganska glesbefolkat, med 45 invånare per kvadratkilometer.